# Queen of Bermuda
Die Queen of Bermuda war ein britisches Passagier- und Frachtschiff, das von 1933 bis 1966 durch die Furness Bermuda Line betrieben wurde.

## Geschichte
Ende der 1920er Jahre bestellte die britische Reederei Furness, Withy bei Vickers zwei luxuriöse Passagierschiffe für dreiwöchige Vergnügungsreisen der Furness Bermuda Line zwischen New York und den Bermudas. Das erste Schiff, Monarch of Bermuda, ließ Vickers auf der zeitweise stillgelegten Armstrong-Werft in High Walker am Tyne bauen. Die  Queen of Bermuda entstand dann auf der Vickers-Stammwerft in Barrow-in-Furness.

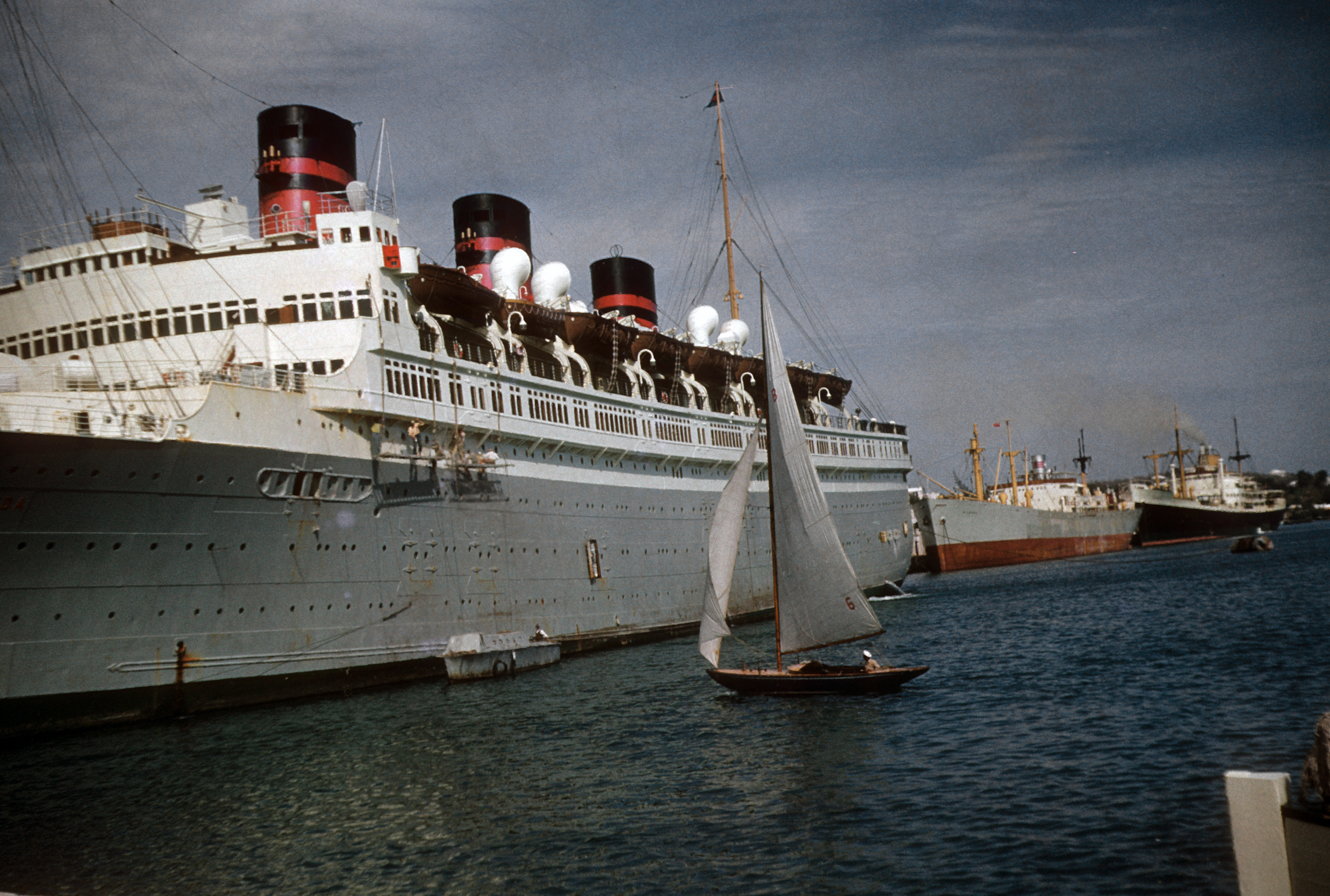
Die Queen of Bermuda, Anfang der 1950er Jahre in Bermuda

Das erste der Schiffe, die Monarch of Bermuda wurde 1931 in Fahrt gesetzt, das Schwesterschiff Queen of Bermuda folgte im Februar 1933. Beide Schiffe genossen auf dieser Route einen ausgezeichneten Ruf, was sich im Spitznamen "the millionaires ships" (engl. die Millionärs-Schiffe) niederschlug.
Bei Ausbruch des Zweiten Weltkriegs wurden beide Schiffe von der britischen Admiralität für den Kriegseinsatz eingezogen. Im September 1939 traf die Queen of Bermuda bei Harland & Wolff zum Umbau ein, wobei ihr der hintere funktionslose Schornstein entfernt wurde. Sie wurde zunächst als bewaffneter Handelskreuzer im Südatlantik und Indischen Ozean und ab April 1943 als Truppentransporter eingesetzt.
Im Jahr 1949 wurde das inzwischen wiederhergestellte Schiff wieder in den ursprünglichen Dienst eingesetzt. Ab 1951 fuhr auch eine neugebaute Ocean Monarch in diesem Dienst und auf Kreuzfahrten in die Karibik. 1961/62 wurde die fast 30 Jahre alte Queen of Bermuda erneut renoviert und in der Außengestaltung an das erfolgreiche neuere Schiff angepasst. Nach dem Umbau verblieb nur noch ein Schornstein. Weitere fünf Jahre darauf traf die Queen of Bermuda schließlich zum Abbruch in Faslane ein.